# ستيفن كابلان (مؤرخ)
ستيفن كابلان (بالإنجليزية: Steven Kaplan)‏ هو مؤرخ أمريكي، ولد في يناير 1943 في بروكلين في الولايات المتحدة.